# Кобалтова бомба
Кобалтовата бомба е особен вид ядрено оръжие, идеята за което е предложена от американския физик от унгарски произход Лео Силард през 1950-те години.
Според него това оръжие би било способно да унищожи живота на Земята. Кобалтовата бомба представлява малка атомна бомба, чийто външен отражател е направен от кобалт, вместо от уран-235 или друг по-тежък метал. Когато започне деленето на ядрата в бомбата, неутроните облъчват кобалтовия екран и той се превръща в радиоактивния изотоп кобалт-60, който е изключително силен излъчвател на гама-лъчи.
Периодът на полуразпад на 60Co е 5,27 години, като радиоактивните частици в праха от взрива ще излъчват огромни количества γ-лъчи. Според Силард именно тази комбинация означава, че подобни бомби могат да унищожат живота на Земята. Един грам 60Co съдържа приблизително 50 кюри радиация, което е равно на 1,85 терабекерела. Смъртоносната доза за един човек се равнява на 3-4 грей (Gy), като 50 кюри са приблизително равни на 0,5 Gy йонизираща радиация на минута.
След 16 до 20 години поразеният район би могъл да бъде отново обитаем, като радиацията е намаляла с фактор от 8 до 16. 60Co се разпада на безвредния стабилен изотоп никел-60.

## Допълнителна информация
- През 1957 година Великобритания обявява, че ще направи експеримент с ядрено оръжие, което включва в състава си 60Co. Опитът е проведен на полигон в Австралия, но е бил неуспешен, макар да се предполага, че това не е била кобалтова бомба.
- Изчислено е, че количеството кобалт, необходимо за създаването на бомба, способна да унищожи живота на Земята, е равно на около 33.6 тона.
- В много научнофантастични филми и комикси кобалтовата бомба е оръжието на Апокалипсиса.
- Предполага се, че до момента никоя страна не е създавала кобалтови бомби или ако те са били създавани, после са унищожени.